# Groupe de la Défense nationale
Die Groupe de la Défense nationale (Gruppe der nationalen Verteidigung) war eine parlamentarische Fraktion in der Abgeordnetenkammer der Dritten Französischen Republik. Sie bestand von 1898 bis 1902 und vereinte nationalistische und antidreyfusardische Abgeordnete. Sie wurde von Georges Berry gegründet und von ihm geleitet. Sie folgte der Groupe nationaliste (Legislaturperiode 1893–1898) und wurde von der Groupe républicain nationaliste (Republikanische Nationalistische Fraktion) in den Legislaturperiode 1902–1910 abgelöst.